# Quadrella indica
Quadrella indica là một loài thực vật có hoa trong họ Capparaceae. Loài này được (L.) H.H. Iltis & X. Cornejo mô tả khoa học đầu tiên năm 2010.